# Roswell (Geòrgia)
Roswell és una població dels Estats Units a l'estat de Geòrgia. Segons el cens del 2009 Estimate tenia 87.719 habitants.

## Demografia
Segons el cens del 2000, Roswell tenia 79.334 habitants, 30.207 habitatges, i 20.933 famílies. La densitat de població era de 805,7 habitants/km².
Dels 30.207 habitatges en un 34,6% hi vivien nens de menys de 18 anys, en un 57,1% hi vivien parelles casades, en un 8,6% dones solteres, i en un 30,7% no eren unitats familiars. En el 23,1% dels habitatges hi vivien persones soles el 4,5% de les quals corresponia a persones de 65 anys o més que vivien soles. El nombre mitjà de persones vivint en cada habitatge era de 2,61 i el nombre mitjà de persones que vivien en cada família era de 3,07.
Per edats la població es repartia de la següent manera: un 24,5% tenia menys de 18 anys, un 8,2% entre 18 i 24, un 35,1% entre 25 i 44, un 24,7% de 45 a 60 i un 7,5% 65 anys o més.
L'edat mediana era de 35 anys. Per cada 100 dones de 18 o més anys hi havia 98 homes.
La renda mediana per habitatge era de 71.726 $ i la renda mediana per família de 85.946 $. Els homes tenien una renda mediana de 54.797 $ mentre que les dones 36.182 $. La renda per capita de la població era de 36.012 $. Entorn del 2,8% de les famílies i el 5% de la població estaven per davall del llindar de pobresa.

## Poblacions més properes
El següent diagrama mostra les poblacions més properes.